# Bulbophyllum whitfordii
Bulbophyllum whitfordii là một loài phong lan thuộc chi Bulbophyllum.